# Onatah Corona
Onatah Corona is een corona op de planeet Venus. Onatah Corona werd in 1991 genoemd naar Onatah, een maïsgeest van de Irokezen.
De corona heeft een diameter van 298 kilometer en bevindt zich in het quadrangle Bereghinya Planitia (V-8). Onatah Corona ligt ten oosten van Ba'het Corona. Beide coronae zijn omgeven door een ring van richels en troggen, die op sommige plaatsen meer radiaal georiënteerde breuken kruisen. De centra van beide coronae bevatten ook radiale breuken, vulkanische koepels en stromen. De twee coronae werden tegelijkertijd gevormd, waarschijnlijk tijdens een enkele opwelling van heet materiaal diep uit het binnenste van Venus, of kunnen wijzen op een beweging van de opwelling of de bovenste lagen van de planeet naar het westen in de loop van de tijd.